# Ла Зуш, Джон, 8-й барон Зуш из Харингуорта
Джон ла Зуш (англ. John la Zouche; приблизительно 1486 — 10 августа 1550) — английский аристократ, 8-й барон Зуш из Харингуорта, de jure 9-й барон Сент-Мор и 9-й барон Ловел из Кэри с 1526 года. Сын Джона ла Зуша, 7-го барона Зуша из Харингуорта, и его жены Джоан Динхем. Занимал должность главного лесничего Селвудского леса, в 1513 году был посвящён в рыцари. После смерти отца унаследовал баронские титулы и обширные владения в Центральной Англии. Был женат на Дороти Капелл и Сьюзен Велби. В первом браке родились:
- Джон[2];
- Ричард (примерно 1510—1552), 9-й барон Зуш из Харингуорта[2];
- Мэри (1512—1542)[3].